# Amok (álbum)
Amok é o primeiro álbum de estúdio do supergrupo de rock americano Atoms for Peace, lançado em 25 de fevereiro de 2013 pela XL Recordings. O álbum conta com o vocalista da banda, Thom Yorke (vocal, guitarra, teclados e programação), o baixista do Red Hot Chili Peppers Flea (baixo), o produtor radiohead Nigel Godrich (produção e programação), Joey Waronker de Beck e R.E.M. (bateria), e Mauro Refosco (percussão) de Forro in the Dark.
Amok produziu três singles: "Default", "Judge, Jury and Executioner" e "Before Your Very Eyes...". Um vídeoclip para "Ingenue" foi lançado via YouTube em 28 de fevereiro de 2013. O álbum recebeu críticas geralmente favoráveis.

## Antecedentes e gravação

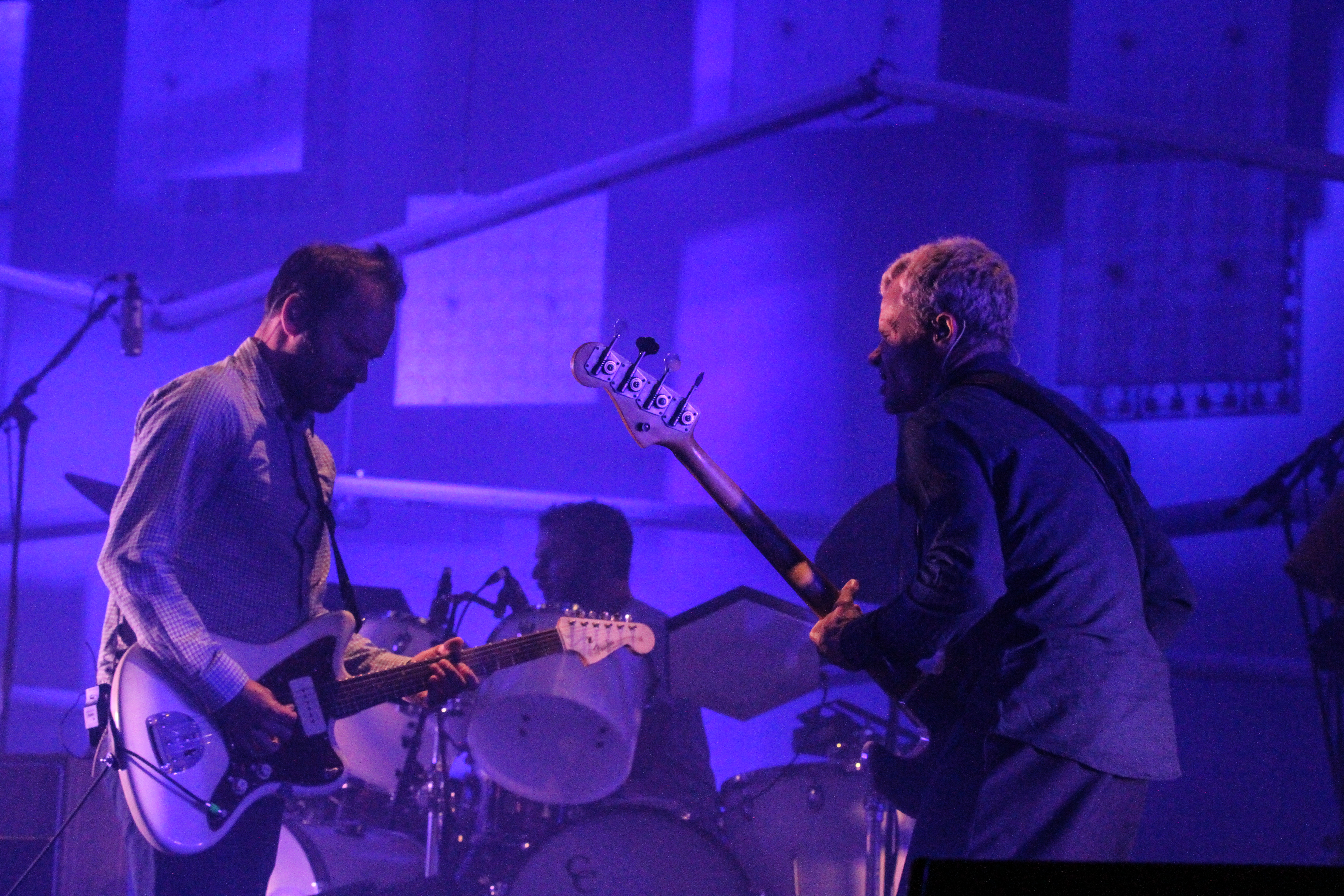
Godrich (esquerda), Waronker (centro) e Flea (direita) se apresentando com Atoms for Peace em 2013

Atoms for Peace foi formada em 2009 para executar canções do Thom Yorke do álbum de 2006, The Eraser. Depois que a turnê terminou em 2010, a banda passou três dias improvisando e gravando material original em um estúdio de Los Angeles. Os membros foram ligados por um amor compartilhado da afrobeat incluindo Fela Kuti.
Descrevendo seu papel nas sessões como "Conduzindo", Yorke mostraria a música eletrônica da banda que ele havia criado e eles a recriariam com instrumentos ao vivo. Ele disse: "A música que eu faço no meu laptop é tão angular. Quando você faz as pessoas brincarem assim, é tão peculiar... Uma das coisas que mais nos entusiasmou foi acabar com um disco onde você não tinha certeza de onde o humano começa e a máquina termina." Yorke e o produtor Nigel Godrich editaram e arranjaram as gravações das sessões durante dois anos, combinando-a com a música eletrônica de Yorke.

## Faixas
| N.º            | Título                        | Duração |  |
| 1.             | "Before Your Very Eyes..."    | 5:47    |  |
| 2.             | "Default"                     | 5:15    |  |
| 3.             | "Ingenue"                     | 4:30    |  |
| 4.             | "Dropped"                     | 4:57    |  |
| 5.             | "Unless"                      | 4:40    |  |
| 6.             | "Stuck Together Pieces"       | 5:28    |  |
| 7.             | "Judge, Jury and Executioner" | 3:28    |  |
| 8.             | "Reverse Running"             | 5:06    |  |
| 9.             | "Amok"                        | 5:24    |  |
| Duração total: | Duração total:                | 44:35   |  |

## Membros
- Thom Yorke – vocal, guitarra, piano, teclado e percussão
- Flea – baixo
- Nigel Godrich – teclado, guitarra, backing vocal e percussão
- Mauro Refosco – percussão e bateria
- Joey Waronker - bateria